# 67. Kongress der Vereinigten Staaten
Der 67. Kongress der Vereinigten Staaten, bestehend aus dem Repräsentantenhaus und dem Senat, war die Legislative der Vereinigten Staaten. Seine Legislaturperiode dauerte vom 4. März 1921 bis zum 4. März 1923. Alle Abgeordneten des Repräsentantenhauses sowie ein Drittel der Senatoren (Klasse III) waren im November 1920 bzw. im September im Bundesstaat Maine bei den Kongresswahlen gewählt worden. Dabei ergab sich in beiden Kammern eine Mehrheit für die Republikanische Partei, die mit Warren G. Harding auch den Präsidenten stellte. Der Demokratischen Partei blieb nur die Rolle in der Opposition. Während der Legislaturperiode gab es einige Rücktritte und Todesfälle, die aber an den Mehrheitsverhältnissen nichts änderten. Der Kongress tagte in der amerikanischen Bundeshauptstadt Washington, D.C. Die Vereinigten Staaten bestanden damals aus 48 Bundesstaaten. Die Sitzverteilung im Repräsentantenhaus basierte auf der Volkszählung von 1910.

## Wichtige Ereignisse
Siehe auch 1921, 1922 und 1923
- 4. März 1921: Beginn der Legislaturperiode des 67. Kongresses. Gleichzeitig wird der ebenfalls im November 1920 gewählte neue Präsident Warren G. Harding in sein Amt eingeführt. Er löst den Demokraten Woodrow Wilson ab.
- 31. Mai 1921: Bei rassistisch bedingten Auseinandersetzungen in Tulsa (US-Bundesstaat Oklahoma) kommen über 300 Menschen ums Leben.
- 6. Februar 1922: Im Washingtoner Flottenabkommen verständigen sich die fünf Seemächte Großbritannien, Frankreich, Italien, Japan und die USA auf eine Rüstungsbegrenzung ihrer großen Kriegsschiffe.
- November 1922: Bei den Kongresswahlen verteidigen die Republikaner ihre Mehrheit in beiden Kammern.
- 28. November 1922: In New York City wird das Medienunternehmen Time Inc. gegründet, das im Laufe der Zeit zum größten Verleger in den Vereinigten Staaten aufsteigt.

## Die wichtigsten Gesetze
In den Sitzungsperioden des 67. Kongresses wurden unter anderem folgende Bundesgesetze verabschiedet (siehe auch: Gesetzgebungsverfahren):
- 19. Mai 1921: Emergency Quota Act
- 27. Mai 1921: Emergency Tariff of 1921
- 10. Juni 1921: Budget and Accounting Act of 1921
- 10. Juni 1921: Willis Graham Act
- 2. Juli 1921: Knox–Porter Resolution
- 9. Juli 1921: Hawaiian Homes Commission Act of 1921
- 12. Juli 1921: Naval Appropriations Act For 1922
- 15. August 1921: Packers and Stockyards Act of 1921
- 15. August 1921: Poultry Racket Act
- 24. August 1921: Future Trading Act
- 9. November 1921: Federal Aid Highway Act of 1921
- 23. November 1921: Revenue Act of 1921
- 23. November 1921: Willis-Campbell Act
- 23. November 1921: Sheppard-Towner Act
- 22. Dezember 1921: Russian Famine Relief Act
- 9. Februar 1922: World War Foreign Debts Commission Act
- 18. Februar 1922: Capper-Volstead Act
- 18. Februar 1922: Patent Act of 1922
- 4. März 1922: Model Marine Insurance Act of 1922
- 20. März 1922: Seed and Grain Loan Act
- 20. März 1922: General Exchange Act of 1922
- 11. Mai 1922: Agricultural Appropriations Act of 1922
- 11. Mai 1922: Travelling Expenses Publication Activities Act
- 15. Mai 1922: Irrigation Districts and Farm Loans Act
- 26. Mai 1922: Narcotic Drugs Import and Export Act
- 20. Juni 1922: Joint Service Pay Readjustment Act
- 1. Juli 1922: Scrapping of Naval Vessels Act
- 31. August 1922: Honeybee Act
- 14. September 1922: Judges Act of 1922
- 19. September 1922: China Trade Act of 1922
- 21. September 1922: Commodity Exchange Act
- 21. September 1922: Fordney-McCumber tariff
- 21. September 1922: Grain Futures Act
- 22. September 1922: Cable Act (Married Women’s Citizenship Act)
- 22. September 1922: Fuel Distributor Act
- 22. September 1922: River and Harbors Act of 1922
- 5. Januar 1923: Foreign and Domestic Commerce Act of 1923
- 26. Februar 1923: Agricultural Appropriations Act of 1924
- 28. Februar 1923: British War Debt Act of 1923
- 2. März 1923: Porter Resolution
- 3. März 1923: River and Harbors Act of 1923
- 3. März 1923: Naval Stores Act of 1923
- 4. März 1923: Partial Payment Act
- 4. März 1923: Butter Standards Act of 1923
- 4. März 1923: Filled Milk Act of 1923
- 4. März 1923: Cotton Standards Act of 1923
- 4. März 1923: National Bank Tax Act of 1923
- 4. März 1923: Agricultural Credits Act
- 4. März 1923: Classification Act of 1923
- 4. März 1923: Flood Control Act of 1923
- 4. März 1923: Mills Act of 1923

## Zusammensetzung nach Parteien

### Senat
- Demokratische Partei: 37
- Republikanische Partei: 59
- Sonstige: 0

Gesamt: 96

### Repräsentantenhaus
- Demokratische Partei: 131
- Republikanische Partei: 302 (Mehrheit)
- Sonstige: 2

Gesamt: 435
Außerdem gab es noch fünf nicht stimmberechtigte Kongressdelegierte.

## Amtsträger

### Senat
- Präsident des Senats: Calvin Coolidge (R)
- Präsident pro tempore: Albert B. Cummins (R)

#### Führung der Mehrheitspartei
- Mehrheitsführer: Henry Cabot Lodge (R)
- Mehrheitswhip: Charles Curtis (R)

#### Führung der Minderheitspartei
- Minderheitsführer: Oscar Underwood (D)
- Minderheitswhip: Peter G. Gerry (D)

### Repräsentantenhaus
- Sprecher des Repräsentantenhauses: Frederick H. Gillett (R)

#### Führung der Mehrheitspartei
- Mehrheitsführer: Franklin Wheeler Mondell (R)

#### Führung der Minderheitspartei
- Minderheitsführer: Claude Kitchin (D)

## Senatsmitglieder
Im 67. Kongress vertraten folgende Senatoren ihre jeweiligen Bundesstaaten:
| Alabama - 2. James Thomas Heflin (D) - 3. Oscar Underwood (D) Arizona - 1. Henry F. Ashurst (D) - 3. Ralph H. Cameron (R) Arkansas - 2. Joseph Taylor Robinson (D) - 3. Thaddeus H. Caraway (D) Kalifornien - 1. Hiram Johnson (R) - 3. Samuel M. Shortridge (R) Colorado - 2. Lawrence C. Phipps (R) - 3. Samuel D. Nicholson (R) Connecticut - 1. George P. McLean (R) - 3. Frank B. Brandegee (R) Delaware - 1. Josiah O. Wolcott (D) bis zum 2. Juli 1921 - T. Coleman du Pont (R) vom 17. Juli 1921 bis zum 7. November 1922 - Thomas F. Bayard Jr. (D) ab dem 7. November 1922 - 2. L. Heisler Ball (R) Florida - 1. Park Trammell (D) - 3. Duncan U. Fletcher (D) Georgia - 2. William J. Harris (D) - 3. Thomas E. Watson (D) bis zum 26. September 1922 - Rebecca Felton (D) vom 3. Oktober bis zum 22. November 1922 - Walter F. George (D) ab dem 22. November 1922 Idaho - 2. William Borah (R) - 3. Frank Gooding (R) Illinois - 2. Joseph Medill McCormick (R) - 3. William B. McKinley (R) Indiana - 1. Harry S. New (R) - 3. James Eli Watson (R) Iowa - 2. William Squire Kenyon (R) bis zum 24. Februar 1922 - Charles A. Rawson (R) vom 24. Februar bis zum 7. November 1922 - Smith W. Brookhart (R) ab dem 7. November 1922 - 3. Albert B. Cummins (R) Kansas - 2. Arthur Capper (R) - 3. Charles Curtis (R) Kentucky - 2. Augustus Owsley Stanley (D) - 3. Richard P. Ernst (R) Louisiana - 2. Joseph E. Ransdell (D) - 3. Edwin S. Broussard (D) Maine - 1. Frederick Hale (R) - 2. Bert M. Fernald (R) Maryland - 1. Joseph Irwin France (R) - 3. Ovington Weller (R) Massachusetts - 1. Henry Cabot Lodge (R) - 2. David I. Walsh (D) Michigan - 1. Charles E. Townsend (R) - 2. Truman Handy Newberry (R) bis zum 18. November 1922 - James J. Couzens (R) ab dem 7. November 1922 Minnesota - 1. Frank Billings Kellogg (R) - 2. Knute Nelson (R) Mississippi - 1. John Sharp Williams (D) - 2. Pat Harrison (D) Missouri - 1. James A. Reed (D) - 3. Selden P. Spencer (R) Montana - 1. Henry L. Myers (D) - 2. Thomas J. Walsh (D) | Nebraska - 1. Gilbert Monell Hitchcock (D) - 2. George W. Norris (R) Nevada - 1. Key Pittman (D) - 3. Tasker Oddie (R) New Hampshire - 2. Henry W. Keyes (R) - 3. George H. Moses (R) New Jersey - 1. Joseph Sherman Frelinghuysen (R) - 2. Walter Evans Edge (R) New Mexico - 1. Andrieus A. Jones (D) - 2. Albert B. Fall (R) bis zum 4. März 1921 - Holm O. Bursum (R) ab dem 11. April 1921 New York - 1. William M. Calder (R) - 3. James W. Wadsworth Jr. (R) North Carolina - 2. Furnifold McLendel Simmons (D) - 3. Lee Slater Overman (D) North Dakota - 1. Porter J. McCumber (R) - 3. Edwin F. Ladd (R) Ohio - 1. Atlee Pomerene (D) - 3. Frank B. Willis (R) Oklahoma - 2. Robert Latham Owen (D) - 3. John W. Harreld (R) Oregon - 2. Charles L. McNary (R) - 3. Robert N. Stanfield (R) Pennsylvania - 1. Philander C. Knox (R) bis zum 12. Oktober 1921 - William E. Crow (R) vom 17. Oktober 1921 bis zum 2. August 1922 - David A. Reed (R) ab dem 8. August 1922 - 3. Boies Penrose (R) bis zum 31. Dezember 1921 - George W. Pepper (R) ab dem 9. Januar 1922 Rhode Island - 1. Peter G. Gerry (D) - 2. LeBaron Bradford Colt (R) South Carolina - 2. Nathaniel B. Dial (D) - 3. Ellison D. Smith (D) South Dakota - 2. Thomas Sterling (R) - 3. Peter Norbeck (R) Tennessee - 1. Kenneth McKellar (D) - 2. John K. Shields (D) Texas - 1. Charles Allen Culberson (D) - 2. Morris Sheppard (D) Utah - 1. William H. King (D) - 3. Reed Smoot (R) Vermont - 1. Carroll Smalley Page (R) - 3. William P. Dillingham (R) Virginia - 1. Claude A. Swanson (D) - 2. Carter Glass (D) Washington - 1. Miles Poindexter (R) - 3. Wesley Livsey Jones (R) West Virginia - 1. Howard Sutherland (R) - 2. Davis Elkins (R) Wisconsin - 1. Robert La Follette Sr. (R) - 3. Irvine Lenroot (R) Wyoming - 1. John B. Kendrick (D) - 2. Francis E. Warren (R) |

## Mitglieder des Repräsentantenhauses
Folgende Kongressabgeordnete vertraten im 67. Kongress die Interessen ihrer jeweiligen Bundesstaaten:
| Alabama 10 Wahlbezirke - 1. John McDuffie (D) - 2. John R. Tyson (D) - 3. Henry B. Steagall (D) - 4. Lamar Jeffers (D) ab dem 7. Juni 1921 - 5. William B. Bowling (D) - 6. William Bacon Oliver (D) - 7. Lilius Bratton Rainey (D) - 8. Edward B. Almon (D) - 9. George Huddleston (D) - 10. William B. Bankhead (D) Arizona Staatsweite Wahl - Carl Hayden (D) Arkansas 7 Wahlbezirke. - 1. William J. Driver (D) - 2. William Allan Oldfield (D) - 3. John N. Tillman (D) - 4. Otis Wingo (D) - 5. Henderson M. Jacoway (D) - 6. Samuel M. Taylor (D) bis zum 13. September 1921 - Chester W. Taylor (D) ab dem 25. Oktober 1921 - 7. Tilman Bacon Parks (D) Kalifornien 11 Wahlbezirke. - 1. Clarence F. Lea (D) - 2. John E. Raker (D) - 3. Charles F. Curry (R) - 4. Julius Kahn (R) - 5. John I. Nolan (R) bis zum 18. November 1922 - Mae Nolan (R) ab dem 23. Januar 1923 - 6. John A. Elston (R) bis zum 15. Dezember 1921 - James H. MacLafferty (R) ab dem 7. November 1922 - 7. Henry E. Barbour (R) - 8. Arthur M. Free (R) - 9. Walter F. Lineberger (R) ab dem 11. April 1921 - 10. Henry Z. Osborne (R) bis zum 8. Februar 1923, danach blieb der Sitz vakant - 11. Phil Swing (R) Colorado 4 Wahlbezirke - 1. William N. Vaile (R) - 2. Charles B. Timberlake (R) - 3. Guy U. Hardy (R) - 4. Edward T. Taylor (D) Connecticut 5 Wahlbezirke - 1. E. Hart Fenn (R) - 2. Richard P. Freeman (R) - 3. John Q. Tilson (R) - 4. Schuyler Merritt (R) - 5. James P. Glynn (R) Delaware Staatsweite Wahl - Caleb R. Layton (R) Florida 4 Wahlbezirke - 1. Herbert J. Drane (D) - 2. Frank Clark (D) - 3. John H. Smithwick (D) - 4. William J. Sears (D) Georgia 12 Wahlbezirke - 1. James W. Overstreet (D) - 2. Frank Park (D) - 3. Charles R. Crisp (D) - 4. William C. Wright (D) - 5. William D. Upshaw (D) - 6. James W. Wise (D) - 7. Gordon Lee (D) - 8. Charles Hillyer Brand (D) - 9. Thomas Montgomery Bell (D) - 10. Carl Vinson (D) - 11. William Chester Lankford (D) - 12. William Washington Larsen (D) Idaho Staatsweite Wahl - Burton L. French (R) - Addison T. Smith (R) Illinois 25 Wahlbezirke. Außerdem wurden zwei Abgeordnete staatsweit gewählt - 1. Martin B. Madden (R) - 2. James Robert Mann (R) bis zum 30. Nov. 1922, danach Vakanz - 3. Elliott W. Sproul (R) - 4. John W. Rainey (D) - 5. Adolph J. Sabath (D) - 6. John J. Gorman (R) - 7. M. Alfred Michaelson (R) - 8. Stanley H. Kunz (D) - 9. Frederick A. Britten (R) - 10. Carl R. Chindblom (R) - 11. Ira Clifton Copley (R) - 12. Charles Eugene Fuller (R) - 13. John C. McKenzie (R) - 14. William J. Graham (R) - 15. Edward John King (R) - 16. Clifford C. Ireland (R) - 17. Frank H. Funk (R) - 18. Joseph Gurney Cannon (R) - 19. Allen F. Moore (R) - 20. Guy L. Shaw (R) - 21. Loren E. Wheeler (R) - 22. William A. Rodenberg (R) - 23. Edwin B. Brooks (R) - 24. Thomas Sutler Williams (R) - 25. Edward E. Denison (R) - 26. William E. Mason (R) staatsweit gewählt, bis zum 16. Juni 1921 - Winnifred Huck ab dem 7. November 1922 - 27. Richard Yates (R) staatsweit gewählt Indiana 13 Wahlbezirke - 1. Oscar R. Luhring (R) - 2. Oscar E. Bland (R) - 3. James W. Dunbar (R) - 4. John S. Benham (R) - 5. Everett Sanders (R) - 6. Richard N. Elliott (R) - 7. Merrill Moores (R) - 8. Albert Henry Vestal (R) - 9. Fred S. Purnell (R) - 10. William Robert Wood (R) - 11. Milton Kraus (R) - 12. Louis W. Fairfield (R) - 13. Andrew J. Hickey (R) Iowa 11 Wahlbezirke - 1. William F. Kopp (R) - 2. Harry E. Hull (R) - 3. Burton E. Sweet (R) - 4. Gilbert N. Haugen (R) - 5. James William Good (R) bis zum 15. Juni 1921 - Cyrenus Cole (R) ab dem 19. Juli 1921 - 6. C. William Ramseyer (R) - 7. Cassius C. Dowell (R) - 8. Horace Mann Towner (R) - 9. William R. Green (R) - 10. Lester J. Dickinson (R) - 11. William D. Boies (R) Kansas 8 Wahlbezirke. - 1. Daniel Anthony Jr. (R) - 2. Edward C. Little (R) - 3. Philip P. Campbell (R) - 4. Homer Hoch (R) - 5. James G. Strong (R) - 6. Hays B. White (R) - 7. Jasper N. Tincher (R) - 8. Richard Ely Bird (R) Kentucky 11 Wahlbezirke - 1. Alben W. Barkley (D) - 2. David Hayes Kincheloe (D) - 3. Robert Y. Thomas (D) - 4. Ben Johnson (D) - 5. Charles F. Ogden (R) - 6. Arthur B. Rouse (D) - 7. J. Campbell Cantrill (D) - 8. Ralph Gilbert (D) - 9. William J. Fields (D) - 10. John W. Langley (R) - 11. John M. Robsion (R) Louisiana 8 Wahlbezirke - 1. James O’Connor (D) - 2. H. Garland Dupré (D) - 3. Whitmell P. Martin (P) - 4. John N. Sandlin (D) - 5. Riley J. Wilson (D) - 6. George K. Favrot (D) - 7. Ladislas Lazaro (D) - 8. James Benjamin Aswell (D) Maine 4 Wahlbezirke - 1. Carroll L. Beedy (R) - 2. Wallace H. White (R) - 3. John A. Peters (R) bis zum 2. Januar 1922 - John E. Nelson (R) ab dem 20. März 1922 - 4. Ira G. Hersey (R) Maryland 6 Wahlbezirke. - 1. Thomas Alan Goldsborough (D) - 2. Albert Blakeney (R) - 3. John Hill (R) - 4. John Charles Linthicum (D) - 5. Sydney Emanuel Mudd II (R) - 6. Frederick Nicholas Zihlman (R) Massachusetts 16 Wahlbezirke - 1. Allen T. Treadway (R) - 2. Frederick H. Gillett (R) - 3. Calvin Paige (R) - 4. Samuel Winslow (R) - 5. John Jacob Rogers (R) - 6. Willfred W. Lufkin (R) bis zum 30. Juni 1921 - Abram Andrew (R) ab dem 27. September 1921 - 7. Robert S. Maloney (R) - 8. Frederick W. Dallinger (R) - 9. Charles L. Underhill (R) - 10. Peter Francis Tague (D) - 11. George H. Tinkham (R) - 12. James A. Gallivan (D) - 13. Robert Luce (R) - 14. Louis A. Frothingham (R) - 15. William S. Greene (R) - 16. Joseph Walsh (R) bis zum 2. August 1922 - Charles L. Gifford (R) ab dem 7. November 1922 Michigan 13 Wahlbezirke - 1. George P. Codd (R) - 2. Earl C. Michener (R) - 3. William H. Frankhauser (R) bis zum 9. Mai 1921 - John M. C. Smith (R) ab dem 28. Juni 1921 - 4. John C. Ketcham (R) - 5. Carl E. Mapes (R) - 6. Patrick H. Kelley (R) - 7. Louis C. Cramton (R) - 8. Joseph W. Fordney (R) - 9. James C. McLaughlin (R) - 10. Roy O. Woodruff (R) - 11. Frank D. Scott (R) - 12. W. Frank James (R) - 13. Vincent M. Brennan (R) Minnesota 10. Wahlbezirke - 1. Sydney Anderson (R) - 2. Frank Clague (R) - 3. Charles Russell Davis (R) - 4. Oscar Keller (R) - 5. Walter Newton (R) - 6. Harold Knutson (R) - 7. Andrew Volstead (R) - 8. Oscar Larson (R) - 9. Halvor Steenerson (R) - 10. Thomas David Schall (R) Mississippi 8 Wahlbezirke - 1. John E. Rankin (D) - 2. Bill G. Lowrey (D) - 3. Benjamin G. Humphreys II (D) - 4. Thomas U. Sisson (D) - 5. Ross A. Collins (D) - 6. Paul B. Johnson Sr. (D) - 7. Percy Quin (D) - 8. James William Collier (D) Missouri 16 Wahlbezirke - 1. Frank C. Millspaugh (R) bis zum 5. Dezember 1922, danach blieb der Sitz vakant - 2. William W. Rucker (D) - 3. Henry F. Lawrence (R) - 4. Charles L. Faust (R) - 5. Edgar C. Ellis (R) - 6. William O. Atkeson (R) - 7. Roscoe C. Patterson (R) - 8. Sidney C. Roach (R) - 9. Theodore W. Hukriede (R) - 10. Cleveland A. Newton (R) - 11. Harry B. Hawes (D) - 12. Leonidas C. Dyer (R) - 13. Marion E. Rhodes (R) - 14. Edward D. Hays (R) - 15. Isaac V. McPherson (R) - 16. Samuel A. Shelton (R) Montana 2 Wahlbezirke - 1. Washington J. McCormick (R) - 2. Carl W. Riddick (R) Nebraska 6 Wahlbezirke - 1. C. Frank Reavis (R) bis zum 3. Juni 1922 - Roy H. Thorpe (R) ab dem 7. November 1922 - 2. Albert W. Jefferis (R) - 3. Robert E. Evans (R) - 4. Melvin O. McLaughlin (R) - 5. William E. Andrews (R) - 6. Moses P. Kinkaid (R) bis zum 6. Juli 1922 - Augustin Reed Humphrey (R) ab dem 7. November 1922 Nevada Staatsweite Wahl - Samuel S. Arentz (R) | New Hampshire 2 Wahlbezirke - 1. Sherman Everett Burroughs (R) bis zum 27. Januar 1923, danach blieb der Sitz vakant - 2. Edward Hills Wason (R) New Jersey 12 Wahlbezirke - 1. Francis F. Patterson (R) - 2. Isaac Bacharach (R) - 3. T. Frank Appleby (R) - 4. Elijah C. Hutchinson (R) - 5. Ernest R. Ackerman (R) - 6. Randolph Perkins (R) - 7. Amos H. Radcliffe (R) - 8. Herbert W. Taylor (R) - 9. Richard W. Parker (R) - 10. Frederick R. Lehlbach (R) - 11. Archibald E. Olpp (R) - 12. Charles F. X. O’Brien (D) New Mexico Staatsweite Wahl - Néstor Montoya (R) New York 43 Wahlbezirke - 1. Frederick C. Hicks (R) - 2. John J. Kindred (D) - 3. John Kissel (R) - 4. Thomas H. Cullen (D) - 5. Ardolph Loges Kline (R) - 6. Warren I. Lee (R) - 7. Michael J. Hogan (R) - 8. Charles G. Bond (R) - 9. Andrew Petersen (R) - 10. Lester D. Volk (R) - 11. Daniel J. Riordan (D) - 12. Meyer London (Sozialist) - 13. Christopher D. Sullivan (D) - 14. Nathan David Perlman (R) - 15. Thomas Jefferson Ryan (R) - 16. William Bourke Cockran (D) bis zum 1. März 1923, danach blieb der Sitz vakant - 17. Ogden L. Mills (R) - 18. John F. Carew (D) - 19. Walter M. Chandler (R) - 20. Isaac Siegel (R) - 21. Martin C. Ansorge (R) - 22. Anthony J. Griffin (D) - 23. Albert B. Rossdale (R) - 24. Benjamin L. Fairchild (R) - 25. James W. Husted (R) - 26. Edmund Platt (R) bis zum 7. Juni 1920 - Hamilton Fish III (R) ab dem 2. November 1920 - 27. Charles B. Ward (R) - 28. Peter G. Ten Eyck (D) - 29. James S. Parker (R) - 30. Frank Crowther (R) - 31. Bertrand Snell (R) - 32. Luther W. Mott (R) - 33. Homer P. Snyder (R) - 34. John D. Clarke (R) - 35. Walter W. Magee (R) - 36. Norman J. Gould (R) - 37. Alanson B. Houghton (R) bis zum 28. Februar 1922 - Lewis Henry (R) ab dem 11. April 1922 - 38. Thomas B. Dunn (R) - 39. Archie D. Sanders (R) - 40. S. Wallace Dempsey (R) - 41. Clarence MacGregor (R) - 42. James M. Mead (D) - 43. Daniel A. Reed (R) North Carolina 10 Wahlbezirke - 1. Hallett Sydney Ward (D) - 2. Claude Kitchin (D) - 3. Samuel M. Brinson (D) bis zum 13. April 1922 - Charles Laban Abernethy (D) ab dem 7. November 1922 - 4. Edward W. Pou (D) - 5. Charles Manly Stedman (D) - 6. Homer L. Lyon (D) - 7. William C. Hammer (D) - 8. Robert L. Doughton (D) - 9. Alfred L. Bulwinkle (D) - 10. Zebulon Weaver (D) North Dakota 3 Wahlbezirke - 1. Olger B. Burtness (R) - 2. George M. Young (R) - 3. James H. Sinclair (R) Ohio 22 Wahlbezirke - 1. Nicholas Longworth (R) - 2. Ambrose E. B. Stephens (R) - 3. Roy G. Fitzgerald (R) - 4. John L. Cable (R) - 5. Charles J. Thompson (R) - 6. Charles Cyrus Kearns (R) - 7. Simeon D. Fess (R) - 8. R. Clint Cole (R) - 9. William W. Chalmers (R) - 10. Israel M. Foster (R) - 11. Edwin D. Ricketts (R) - 12. John C. Speaks (R) - 13. James T. Begg (R) - 14. Charles Landon Knight (R) - 15. C. Ellis Moore (R) - 16. Joseph H. Himes (R) - 17. William Mitchell Morgan (R) - 18. B. Frank Murphy (R) - 19. John G. Cooper (R) - 20. Miner G. Norton (R) - 21. Harry C. Gahn (R) - 22. Theodore E. Burton (R) Oklahoma 8 Wahlbezirke - 1. Thomas Alberter Chandler (R) - 2. Alice Mary Robertson (R) - 3. Charles D. Carter (D) - 4. Joseph C. Pringey (R) - 5. Fletcher B. Swank (D) - 6. L. M. Gensman (R) - 7. James V. McClintic (D) - 8. Manuel Herrick (R) Oregon 3 Wahlbezirke - 1. Willis C. Hawley (R) - 2. Nicholas J. Sinnott (R) - 3. Clifton N. McArthur (R) Pennsylvania 32 Wahlbezirke. Außerdem wurden vier Abgeordnete staatsweit gewählt - 1. William Scott Vare (R) bis zum 2. Januar 1923, danach blieb der Sitz vakant - 2. George Scott Graham (R) - 3. Harry C. Ransley (R) - 4. George W. Edmonds (R) - 5. James J. Connolly (R) - 6. George P. Darrow (R) - 7. Thomas S. Butler (R) - 8. Henry Winfield Watson (R) - 9. William Walton Griest (R) - 10. Charles Robert Connell (R) bis zum 26. September 1922, danach blieb der Sitz vakant - 11. Clarence Dennis Coughlin (R) - 12. John Reber (R) - 13. Fred Benjamin Gernerd (R) - 14. Louis Thomas McFadden (R) - 15. Edgar Raymond Kiess (R) - 16. Isaac Clinton Kline (R) - 17. Benjamin K. Focht (R) - 18. Aaron Shenk Kreider (R) - 19. John Marshall Rose (R) - 20. Edward Schroeder Brooks (R) - 21. Evan John Jones (R) - 22. Adam Martin Wyant (D) - 23. Samuel Austin Kendall (R) - 24. Henry Wilson Temple (R) - 25. Milton William Shreve (R) - 26. William Huntington Kirkpatrick (R) - 27. Nathan Leroy Strong (R) - 28. Harris Jacob Bixler (R) - 29. Stephen Geyer Porter (R) - 30. Melville Clyde Kelly (R) - 31. John M. Morin (R) - 32. Guy Edgar Campbell (D) - 33. William J. Burke (R) staatsweit gewählt - 34. Thomas S. Crago (R) staatsweit gewählt ab dem 20. September 1921 - 35. Joseph McLaughlin (R) staatsweit gewählt - 36. Anderson Howell Walters (R) staatsweit gewählt Rhode Island 3 Wahlbezirke - 1. Clark Burdick (R) - 2. Walter Russell Stiness (R) - 3. Ambrose Kennedy (R) South Carolina 7 Wahlbezirke. - 1. W. Turner Logan (D) - 2. James F. Byrnes (D) - 3. Frederick H. Dominick (D) - 4. John J. McSwain (D) - 5. William F. Stevenson (D) - 6. Philip H. Stoll (D) - 7. Hampton P. Fulmer (D) South Dakota 3 Wahlbezirke - 1. Charles A. Christopherson (R) - 2. Royal C. Johnson (R) - 3. William Williamson (R) Tennessee 10 Wahlbezirke - 1. Brazilla Carroll Reece (R) - 2. J. Will Taylor (R) - 3. Joseph Edgar Brown (R) - 4. Wynne F. Clouse (R) - 5. Ewin L. Davis (D) - 6. Joseph W. Byrns (D) - 7. Lemuel P. Padgett (D) bis zum 2. August 1922 - Clarence W. Turner (D) ab dem 7. November 1922 - 8. Lon A. Scott (R) - 9. Finis J. Garrett (D) - 10. Hubert Fisher (D) Texas 18 Wahlbezirke - 1. Eugene Black (D) - 2. John C. Box (D) - 3. Morgan G. Sanders (D) - 4. Sam Rayburn (D) - 5. Hatton W. Sumners (D) - 6. Rufus Hardy (D) - 7. Clay Stone Briggs (D) - 8. Daniel E. Garrett (D) - 9. Joseph J. Mansfield (D) - 10. James P. Buchanan (D) - 11. Tom Connally (D) - 12. Fritz G. Lanham (D) - 13. Lucian W. Parrish (D) bis zum 27. März 1922 - Guinn Williams (D) ab dem 22. Mai 1922 - 14. Harry M. Wurzbach (R) - 15. John Nance Garner (D) - 16. Claude Benton Hudspeth (D) - 17. Thomas L. Blanton (D) - 18. John Marvin Jones (D) Utah 2 Wahlbezirke - 1. Don B. Colton (R) - 2. Elmer O. Leatherwood (R) Vermont 2 Wahlbezirke - 1. Frank L. Greene (R) - 2. Porter H. Dale (R) Virginia 10 Wahlbezirke - 1. S. Otis Bland (D) - 2. Joseph T. Deal (D) - 3. Andrew Jackson Montague (D) - 4. Patrick H. Drewry (D) - 5. Rorer A. James (D) bis zum 6. August 1921 - J. Murray Hooker (D) ab dem 8. November 1921 - 6. James P. Woods (D) - 7. Thomas W. Harrison (D) bis zum 15. November 1922 - John Paul (R) ab dem 15. November 1922 - 8. R. Walton Moore (D) - 9. C. Bascom Slemp (R) - 10. Henry D. Flood (D) bis zum 8. Dezember 1921 - Henry St. George Tucker III (D) ab dem 21. März 1922 Washington 5 Wahlbezirke - 1. John Franklin Miller (R) - 2. Lindley H. Hadley (R) - 3. Albert Johnson (R) - 4. John W. Summers (R) - 5. J. Stanley Webster (R) West Virginia 6 Wahlbezirke - 1. Benjamin L. Rosenbloom (R) - 2. George M. Bowers (R) - 3. Stuart F. Reed (R) - 4. Harry C. Woodyard (R) - 5. Wells Goodykoontz (R) - 6. Leonard S. Echols (R) Wisconsin 11 Wahlbezirke - 1. Henry A. Cooper (R) - 2. Edward Voigt (R) - 3. John M. Nelson (R) - 4. John C. Kleczka (R) - 5. William H. Stafford (R) - 6. Florian Lampert (R) - 7. Joseph D. Beck (R) - 8. Edward E. Browne (R) - 9. David G. Classon (R) - 10. James A. Frear (R) - 11. Adolphus Peter Nelson (R) Wyoming Staatsweite Wahlen - Franklin Wheeler Mondell (R) |

Nicht stimmberechtigte Mitglieder im Repräsentantenhaus:
- Alaska-Territorium:
  - Daniel Sutherland (R)
- Hawaii-Territorium:
  - Jonah Kūhiō Kalanianaʻole (R) bis zum 7. Januar 1922
    - Henry Alexander Baldwin ab dem 25. März 1922
- Philippinen: 
  - 1. Jaime C. de Veyra
  - 2. Isauro Gabaldon
- Puerto Rico: 
  - Félix Córdova Dávila